# مدنغ احمد (قلعة قاضي)
مدنغ احمد (بالفارسية: مدنگ احمد) هي قرية تقع في إيران في قسم قلعة قاضي الريفي. يقدر عدد سكانها بـ 140 نسمة بحسب إحصاء 2016.